# Altenmarkt im Pongau
Altenmarkt im Pongau este un târg, din landul Salzburg, Austria.